# KABU
Koordinaten: 47° 59′ 31″ N, 98° 56′ 53″ W
KABU 90.7 FM ist ein US-amerikanischer Radiosender in North Dakota im Besitz der 'Dakota Circle Tipi, Inc'. Der Sender mit einer Leistung von 28 kW ERP befindet sich in Fort Totten, Benson County. Die Antenne befindet sich 120 Meter über Grund. Das Signal auf UKW 90,7 MHz kann das gesamte Reservat des Spirit Lake Tribe abdecken.
KABU ist das amtliche Rufzeichen, buchstabenweise gesprochen, ausgegeben von der amerikanischen Fernmeldebehörde Federal Communications Commission (FCC).